# Peter van Campenhout
P.I.A.M. (Peter) van Campenhout (1943) is een Nederlands politicus.
Hij was hoofd voorlichting van de gemeente Wageningen en daarna gemeentesecretaris in Heteren voor hij in 1992 benoemd werd tot burgemeester van de Gelderse gemeente Rozendaal. Op 1 januari 1997 werd Van Campenhout de burgemeester van de op die datum door een fusie ontstane gemeente Alphen-Chaam. In juni 2003 kwam hij in het nieuws toen zijn lidmaatschap van D66 opgezegde omdat hij het er niet mee eens was dat zijn partij een rechts kabinet in het zadel hielp. Van Campenhout was tot zijn vervroegd pensioen op 1 december 2004 een partijloze burgemeester.